# Pascale Ferland
Pour les articles homonymes, voir Ferland.
Pascale Ferland est une scénariste, réalisatrice et productrice québécoise, née à Joliette, au Québec (Canada). Elle est réalisatrice à la fois de documentaires et de fictions. Elle est notamment une des membres fondatrices du centre de distribution Les Films du 3 mars.

## Biographie
Pascale Ferland obtient un baccalauréat en arts visuels à l'Université du Québec à Montréal en 1995. C'est durant ce parcours qu'elle se découvre une affinité particulière pour la vidéo. Elle réalise alors plusieurs vidéos d'art, dont Dormir ou allégorie sur le sommeil qui obtint une reconnaissance académique. En 1998, elle co-réalise avec Stéphane Gregory le court-métrage Et vogue la Galère, qui fut notamment présenté en ouverture des Rendez-vous du cinéma québécois, et réalise le moyen-métrage Palmerino en 2001.
En 2003, Pascale Ferland réalise son premier long-métrage documentaire, L'Immortalité en fin de compte, sur l'art brut rural québécois, qui fut nommé pour le prix Jutra du meilleur documentaire québécois et sélectionné dans plusieurs festivals à l'étranger. La même année, elle fonde Qui vivra verra films, une compagnie de production et de distribution de cinéma documentaire afin de produire ses propres films.
En 2005, à la suite de la fermeture de l'organe de distribution Cinéma Libre, elle s'implique avec d'autres cinéastes dans la fondation de l'OBNL Les Films du 3 mars, destiné à la distribution et à la diffusion de films indépendants. La même année, elle réalise son deuxième long-métrage documentaire, L’Arbre aux branches coupées, tourné en Russie, consacré lui aussi aux bricoleurs de l'art brut, qui sera sélectionné dans plusieurs festivals à l'international.
Pascale Ferland reçoit en 2006 le Prix Victor-Martyn-Lynch-Staunton pour la catégorie arts médiatiques, décerné annuellement à des artistes canadiens à mi-carrière dont les réalisations ont été exceptionnelles.
Elle réalise en 2009 le court-métrage documentaire Greetings from Gaspesia dans le cadre du projet TER, un film collectif sur l'Est-du-Québec mené par l'organisme Paraloeil. Le film aborde la fermeture de l'usine Gaspésia et son impact sur la population de Chandler.
Son troisième long-métrage documentaire, Adagio pour un gars de bicycle, réalisé en 2008, brosse le portrait de René Bail, un « visionnaire oublié » du cinéma québécois indépendant des années 1950, qui inspira de nombreux cinéastes montants, afin de le préserver de l'oubli. Bail, gravement blessé et défiguré par un accident de moto en 1972, avait d'abord refusé qu'on fasse un film sur lui, mais en voyant L'Immortalité en fin de compte, il s'est identifié aux personnages et a dit à Ferland : « Si quelqu'un fait un film sur moi, je veux que ce soit toi ». Bail est décédé en octobre 2007, un mois après la fin du film qui fut présenté en clôture des Rendez-vous du cinéma québécois. Ferland identifie cette aventure comme « la plus grande leçon d'humanité qu'elle ait reçue dans sa vie ».
Ferland réalise son premier long-métrage de fiction en 2012, Ressac, inspiré de la fermeture de la papetière Gaspésia à Chandler en Gaspésie, et qu'elle a tourné en collaboration avec ses habitants, peu de temps avant que les bâtiments de l'usine soient détruits.
En 2018, elle signe son quatrième long-métrage documentaire, Pauline Julien, intime et politique, un film constitué principalement d'archives et qui brosse le portrait de l'autrice-compositrice-interprète québécoise Pauline Julien. Pour Ferland, ce documentaire était notamment une manière de rendre un hommage à l'artiste et de la préserver de l'oubli.

## Filmographie

### Courts et moyens métrages
- 1995 : Dormir ou allégorie sur le sommeil
- 1996 : Un peu, beaucoup, passionnément
- 1998 : Et vogue la Galère
- 2001 : Palmerino
- 2006 : Tourne ta langue
- 2006 : Le pays, c'est l'pays
- 2009 : Greetings from Gaspesia (partie du film collectif TER)

### Longs métrages
- 2003 : L'Immortalité en fin de compte (documentaire)
- 2005 : L’Arbre aux branches coupées (documentaire)
- 2008 : Adagio pour un gars de bicycle (documentaire)
- 2013 : Ressac (fiction)
- 2018 : Pauline Julien, intime et politique (documentaire)

## Distinctions

### Récompenses
- Prix Victor-Martyn-Lynch-Staunton 2006 : récipiendaire, catégorie arts médiatiques
- Festival de cinéma de la ville de Québec 2018 : Prix du public pour Pauline Julien, intime et politique
- Festival Vues sur mer 2019 : Grand prix de la compétition pour Pauline Julien, intime et politique

- Yorkton Film Festival 2019 : Golden Sheaf Award du meilleur documentaire, catégorie histoire et biographie, pour Pauline Julien, intime et politique
- Gala Québec Cinéma 2019 : Prix Iris du meilleur montage pour Pauline Julien, intime et politique
- Gémeaux 2019 : Meilleure émission ou série documentaire, catégorie biographie ou portrait, pour Pauline Julien, intime et politique
- Gémeaux 2019 : Meilleure réalisation documentaire, catégorie biographie ou portrait, arts et culture, nature, sciences et environnement (émission), pour Pauline Julien, intime et politique

### Nominations
- Jutras 2004 : meilleur documentaire québécois pour L'Immortalité en fin de compte
- Jutras 2013 : meilleure actrice de soutien (Muriel Dutil) pour sa performance dans le film Ressac
- Gala Québec Cinéma 2019 : meilleur film, meilleur montage et meilleur son pour Pauline Julien, intime et politique
- Gémeaux 2019 : meilleur film, meilleure réalisation et meilleur montage pour Pauline Julien, intime et politique